# وایچپروف
وایچپروف (به انگلیسی: Wycheproof) یک شهرک در استرالیا است که در ویکتوریا (استرالیا) واقع شده‌است.